# 波明斯 (加利福尼亞州)
波明斯（英語：Pomins）是位於美國加利福尼亞州埃爾多拉多縣的一個非建制地區。該地的面積和人口皆未知。

## 地理
波明斯的座標為38°04′00″N 120°07′37″W / 38.06667°N 120.12694°W，而該地的平均海拔高度為1908米（即6260英尺）。